# 284E busz (Budapest)
A budapesti 284E jelzésű autóbusz Kőbánya-Kispest és Pestszentimre, Benjámin utca között közlekedik zónázó gyorsjáratként, kizárólag munkanapokon. A viszonylatot az ArrivaBus Kft. és a Budapesti Közlekedési Zrt. üzemelteti. A járműveket a Dél-pesti autóbusz garázs és a Szállító utcai telephely adja ki. Összehangolt menetrend szerint jár a 184-es busszal.

## Története
2007 szeptemberében a 82-es 184-esre, a 182-es 284E-re, a 82A 182-esre, a 182A jelzése 282E jelzésre változott.
2008. december 29-étől a KöKi Terminál bevásárlóközpont építési munkálatai miatt megszűnt a Kőbánya-Kispestnél lévő autóbusz-végállomás, helyette a buszok a korábbi P+R parkoló helyén kialakított ideiglenes végállomásra érkeztek. 2011. június 21. és október 3. között, az M3-as metró Kőbánya-Kispest állomásának átépítése miatt a metróra való közvetlen átszállás érdekében, a Határ útig meghosszabbított útvonalon közlekedett. Az új autóbusz-végállomás elkészültével, október 4-étől ismét csak Kőbánya-Kispestig közlekedik.
2020. április 1-jén a koronavírus-járvány miatt bevezették a szombati menetrendet, ezért a vonalon a forgalom szünetelt. Az intézkedést a zsúfoltság miatt már másnap visszavonták, így április 6-ától újra a tanszüneti menetrend van érvényben, a szünetelő járatok is újraindultak.

## Útvonala
| Pestszentimre, Benjámin utca felé |
| Kőbánya-Kispest M vá. – szervizút – Ferihegyi repülőtérre vezető út – Gyömrői út – Ráday Gedeon utca – Haladás utca – Petőfi utca – Gilice tér – Péterhalmi út – Kettős-Körös utca – Lőrinci út – Kisfaludy utca – Pestszentimre, Benjámin utca vá.                                                   |
| Kőbánya-Kispest felé |
| Pestszentimre, Benjámin utca vá. – Kisfaludy utca – Lőrinci út – Kettős-Körös utca – Péterhalmi út – Gilice tér – Petőfi utca – Haladás utca – Bessenyei György utca – Ráday Gedeon utca – Gyömrői út – Ferihegyi repülőtérre vezető út – Regina köz – Lehel utca – szervizút – Kőbánya-Kispest M vá. |

## Megállóhelyei
| 0  | Kőbánya-Kispest M végállomás                       | 27 | 68, 85, 85E, 93, 93A, 98, 98E, 132E, 136, 148, 151, 182, 182A, 184, 193E, 200E, 202E, 268, 282E 575, 576, 577, 578, 580, 581 S21 S36 G43 S50 G50 Z50 IC, sebesvonat, gyorsvonat, expresszvonat P+R (KöKi Terminál) P+R (Kőbánya-Kispest) |
| ∫  | Kőbánya-Kispest P+R                                | 25 | 98E, 193E, 200E, 282E 575, 576, 577, 578, 580, 581 P+R (KöKi Terminál) P+R (Kőbánya-Kispest) |
| 4  | Felsőcsatári út                                    | 21 | 36, 95, 98, 193E, 200E, 217, 217E, 282E 577 |
| 8  | Lőrinci temető                                     | 15 | 93, 93A, 182, 182A, 184, 198, 217, 217E, 282E |
| 9  | Regény utca                                        | 14 | 93, 93A, 182, 182A, 183, 184, 198, 217E, 236, 236A, 282E |
| 10 | Szarvas csárda tér                                 | 13 | 93, 93A, 182, 182A, 183, 184, 198, 217, 217E, 236, 236A, 282E 50 577 |
| 11 | Wlassics Gyula utca                                | 12 | 182, 182A, 183, 184, 198, 282E |
| 11 | Dobozi utca                                        | 12 | 182, 182A, 183, 184, 198, 282E |
| 12 | Varjú utca                                         | 11 | 182, 182A, 183, 184, 198, 282E |
| 13 | Obszervatórium                                     | 10 | 184 |
| 14 | Péterhalmi út                                      | 8  | 184 |
| 15 | Kettős-Körös utca                                  | 7  | 184 |
| 16 | Szálfa utca                                        | 6  | 184 |
| 17 | Törvény utca                                       | 5  | 184 |
| 18 | Vezér utca                                         | 4  | 184 |
| 19 | Kisfaludy utca (↓) Kisfaludy utca (Nemes utca) (↑) | 3  | 84E, 166, 184, 254E, 255E, 266 |
| 20 | Szigeti Kálmán utca                                | 2  | 84E, 184 |
| 21 | Kapocs utca                                        | 1  | 84E, 184 |
| 23 | Pestszentimre, Benjámin utca végállomás            | 0  | 184 |